# Sirmione
Sirmione ist eine italienische Gemeinde (comune) mit 8367 Einwohnern (Stand 31. Dezember 2024) in der Provinz Brescia, Region Lombardei.

Lage der Gemeinde Sirmione in der Provinz Brescia

## Geografie

### Lage
Sirmione liegt am Südufer des Gardasees etwa 31 km südöstlich von Brescia und etwa 30 km nordwestlich von Verona auf einer Halbinsel, die etwa vier Kilometer in den See hineinragt. Der historische Ortskern erstreckt sich an der schmalsten Stelle der Halbinsel etwa drei Kilometer vom Südufer entfernt. In diesem oberen Bereich hat die Landzunge die Form eines Dreiecks mit der größten Seitenlänge von 1250 m und einer Breite von 750 m und besteht aus drei Hügeln: „Cortine“, „San Pietro in Mavino“ und den „Grotten des Catull“. Im Altertum war das Südufer des Gardasees von einem dichten Wald bewachsen. Heute ist die Vegetation mediterran geprägt und besteht zu großen Teilen aus Olivenbäumen.
Zur Gemeinde Sirmione gehören auch die Ortsteile Colombare di Sirmione, Lugana und Rovizza. Das Gemeindegebiet grenzt an die Region Venetien mit den zur Provinz Verona gehörenden Gemeinden Castelnuovo del Garda, Lazise und Peschiera del Garda sowie an die lombardischen Gemeinden Desenzano del Garda und Padenghe sul Garda.

### Klima
|                        | Jan | Feb | Mär  | Apr  | Mai  | Jun  | Jul  | Aug  | Sep  | Okt  | Nov  | Dez |   |      |
| Mittl. Temperatur (°C) | 4,2 | 5,3 | 9,0  | 13,0 | 17,4 | 21,9 | 24,3 | 24,2 | 19,8 | 15,0 | 9,7  | 5,4 | ⌀ | 14,1 |
| Mittl. Tagesmax. (°C)  | 6,8 | 8,4 | 12,5 | 16,5 | 20,8 | 25,5 | 27,6 | 27,4 | 22,6 | 17,5 | 11,9 | 7,6 | ⌀ | 17,1 |
| Mittl. Tagesmin. (°C)  | 1,9 | 2,4 | 5,1  | 8,8  | 13,2 | 17,9 | 20,8 | 20,9 | 17,1 | 12,6 | 7,7  | 3,4 | ⌀ | 11   |
|                        |     |     |      |      |      |      |      |      |      |      |      |     |   |      |
| Niederschlag (mm)      | 53  | 58  | 66   | 94   | 100  | 94   | 83   | 90   | 107  | 113  | 120  | 67  | Σ | 1045 |
|                        |     |     |      |      |      |      |      |      |      |      |      |     |   |      |
| Regentage (d)          | 5   | 5   | 6    | 9    | 9    | 9    | 9    | 9    | 8    | 8    | 8    | 6   | Σ | 91   |

| 1,9 |

| 2,4 |

| 5,1 |

| 8,8 |

| 13,2 |

| 17,9 |

| 20,8 |

| 20,9 |

| 17,1 |

| 12,6 |

| 7,7 |

| 3,4 |

| 1,9 |

| 2,4 |

| 5,1 |

| 8,8 |

| 13,2 |

| 17,9 |

| 20,8 |

| 20,9 |

| 17,1 |

| 12,6 |

| 7,7 |

| 3,4 |

| N i e d e r s c h l a g | 53  | 58  | 66  | 94  | 100 | 94  | 83  | 90  | 107 | 113 | 120 | 67  |
|                         | Jan | Feb | Mär | Apr | Mai | Jun | Jul | Aug | Sep | Okt | Nov | Dez |

Gemäß der klimatischen Einordnung italienischer Gemeinden ist Sirmione der Klimazone E zugeordnet, die die Heizperiode vom 15. Oktober bis 15. April festlegt.

## Geschichte
Die Geschichte der Halbinsel reicht bis in die Jungsteinzeit zurück. Bei Ausgrabungen fand man bei der ehemaligen Grundschule Feuersteinwerkzeuge und Keramikscherben aus dem 5. bis 4. Jahrtausend v. Chr. Bereits in der zweiten Hälfte des 3. Jahrtausends v. Chr. entstand die Pfahlbausiedlung von Porto Galeazzi auf dem Gebiet der heutigen Gemeinde. Anfang des 2. Jahrtausends v. Chr. in der frühen Bronzezeit folgten die Pfahlbausiedlungen von Lugana Vecchia, Maraschina und San Francesco. Auch bei den Grotten des Catull scheint zu dieser Zeit eine Siedlung bestanden zu haben. Beim Hotel Corte Regina in der Via Antiche Mura fand man Keramikscherben aus der Endbronzezeit (1200 bis 900 v. Chr.) und der Eisenzeit (1. Jahrtausend v. Chr.) und bei den Grotten des Catull einen Kugelring (ital. Anello a globetti) aus dem 5. Jahrhundert v. Chr. Anhand dieser Funde wird vermutet, dass das Festland bereits vor der Zeit der Römer nach und nach besiedelt wurde.
Zur Zeit der Römer war die Halbinsel ein Ferienort höhergestellter Familien. Von den in dieser Zeit entstandenen drei Villen sind heute nur die „Grotten des Catull“ auf dem letzten der drei Hügel erhalten. Der Poet Gaius Valerius Catullus, der im 1. Jahrhundert v. Chr. in Rom gelebt hat, hatte diesen Ort gelegentlich besucht und so der späterhin errichteten Villa ihren Namen gegeben.
Sirmione erlangte große Bedeutung durch seine Lage an wichtigen Verkehrswegen. Im „Itinerarium Antonini“, einem Verzeichnis der römischen Reichsstraßen aus dem 3. Jahrhundert, wird bereits die Existenz eines Ortes erwähnt, wo die Reisenden anhalten konnten, dem „mansino Sermione“, der in der Mitte der Straße zwischen Brescia und Verona lag.
Unter der Herrschaft der Langobarden, die sich im Jahre 568 in Oberitalien verbreiteten, entstanden verschiedene Klöster und Kirchen, von denen heute fast nichts erhalten ist.
Nach den Geschehnissen der Inquisition in den 1250er Jahren in Südfrankreich zogen sich die überlebenden Katharer und Patariner nach Norditalien zurück. Sie konnten die Festung Sirmione als letzte Zufluchtsstätte halten. Im 13. Jahrhundert dehnte die Familie della Scala ihr Herrschaftsgebiet bis zum Gardasee aus und übernahm 1262 in Verona und Sirmione die Regierungsgeschäfte. 1276 ging Mastino I. della Scala gegen die tiefreligiösen Patariner vor, die sich über den Reichtum und die Macht der Kirche empörten. Die Burg wurde eingenommen und von denen, die auch schon 1244 in Montségur gelitten hatten, blieben 200 übrig, die zwei Jahre später als Ketzer auf dem Scheiterhaufen in der Arena von Verona verbrannt wurden.
Unter den Scaligern und während der Herrschaft der Venezianer wurden die römischen Befestigungsanlagen um- und ausgebaut.

## Sehenswürdigkeiten
Die Altstadt von Sirmione ist durch enge Gassen und ruhige Plätze geprägt, in denen Besucher zahlreiche Boutiquen, Antiquitätenläden, Cafés und Restaurants finden.

### Scaligerburg (Castello Scaligero)

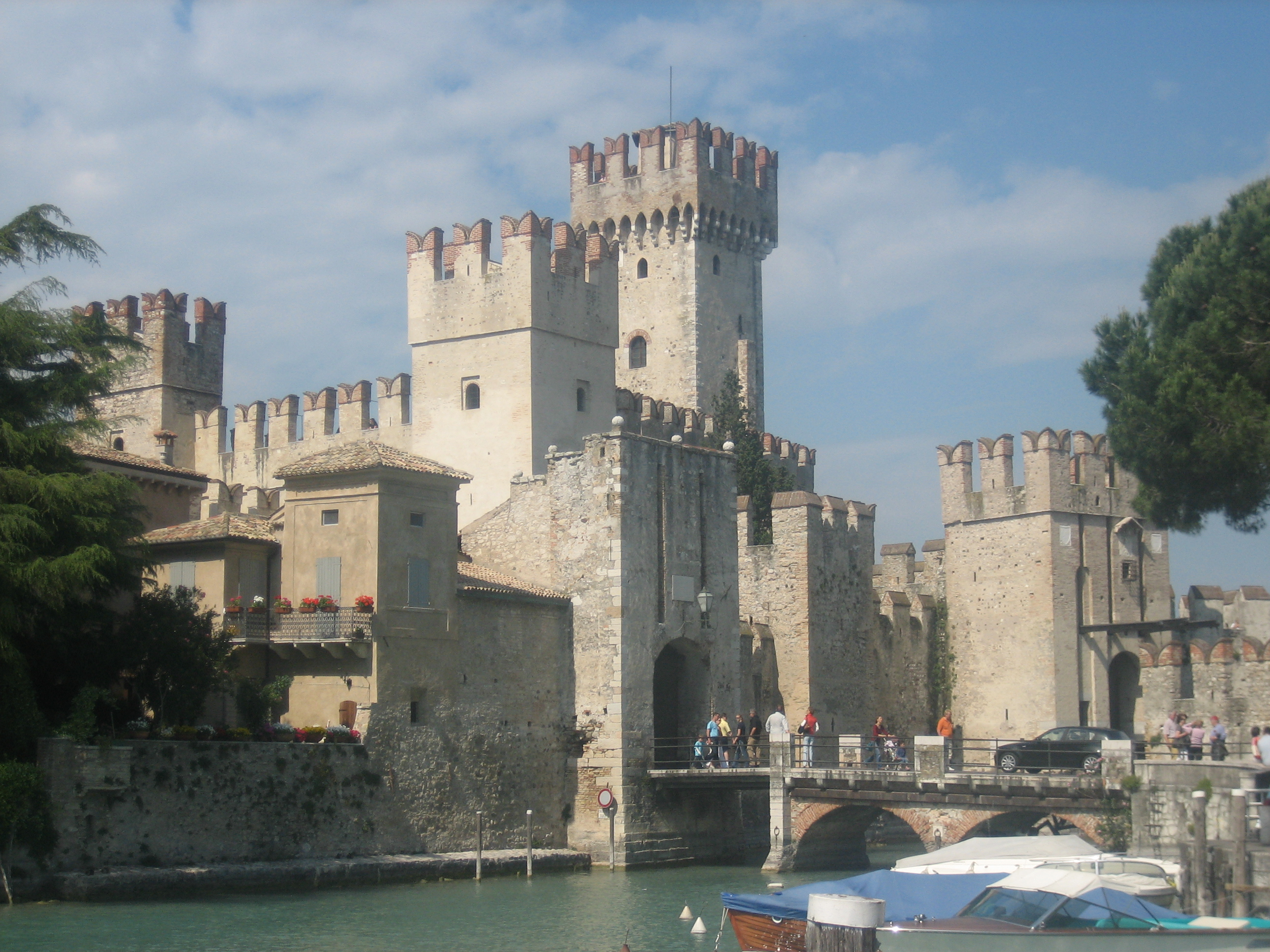
Scaligerburg in Sirmione

Die Scaligerburg schließt das Städtchen mit einem großen Hafenbecken und einer Ringmauer vom Festland ab. Die Scaliger erbauten die unter Antonio della Scala (1363–1388) im 14. Jahrhundert fertiggestellte Burg, die dem Hafen der Gardaseeflotte Schutz bot. Die für rein militärische Zwecke errichtete Anlage diente den Scaligern nicht nur zum Schutz vor äußeren Feinden, sondern sollte auch vor Übergriffen aus der Bevölkerung Schutz bieten. Die bestens erhaltene Anlage prägt heute das Bild von Sirmione. Nur über eine Brücke gelangt man über den tiefen Wassergraben durch ein Portal mit den Wappen der Scaliger (eine Leiter) und der Venezianer (geflügelter Löwe) in die Burg, von der aus man den Zugang zur Ortschaft kontrollieren konnte. Schießscharten zeigen, wie die Burgsoldaten von hier aus den Weg nach Sirmione kontrollierten. Bei einem Rundgang über die Wehrgänge und durch die Ecktürme kann sich der Besucher ein Bild von dem ausgeklügelten Verteidigungssystem aus dicken Mauern, Treppen und Zugbrücken machen. Zur Burg gehört auch der einzigartige und bestens erhaltene ummauerte Hafen, der zusammen mit der Burg errichtet wurde. Überragt wird die Burg vom 37 Meter hohen Bergfried, der im Rahmen der Burgbesichtigung bestiegen werden kann. Die Burg untersteht der staatlichen Museumsverwaltung der Provinz Brescia und kann gegen Eintritt besichtigt werden. Seit 2018 ist auch der restaurierte Burghafen für Besucher geöffnet.

### Santa Maria Maggiore
Abseits vom belebten Zentrum gelangt man durch enge mittelalterliche Gassen zu der Kirche Santa Maria Maggiore, die aus dem 15. Jahrhundert stammt und an der Stelle ihres langobardischen Vorgängerbaus errichtet worden war. Das Äußere ist schlicht, bis auf eine der Westfassade vorgelagerte Säulenhalle, in der unter anderem eine Säule aus römischer Zeit zu finden ist. Im Inneren befinden sich Holzschnitzereien aus dem 16. Jahrhundert und Fresken aus dem 15. Jahrhundert. Der Hauptaltar wird von Marmorarbeiten aus dem 18. Jahrhundert geschmückt.

### San Pietro in Mavino
Die Kirche San Pietro in Mavino erhebt sich auf dem zweiten Hügel von Sirmione. Ihre Ursprünge gehen auf das 8. Jahrhundert zurück. Sie steht auf dem Fundament eines römischen Tempels außerhalb des Ortes. Die Kirche liegt inmitten von Olivenhainen und Zypressen. Im Inneren befinden sich Fresken aus dem 12. bis 16. Jahrhundert.

### Sant’Anna della Rocca
Ursprünglich als Kapelle im 14. Jahrhundert errichtete kleine Kirche, direkt neben dem südlichen Stadttor an der Scaligerburg gelegen. Im Laufe der Jahrhunderte mehrmals baulich verändert und erweitert.

### Grotten des Catull (Grotte di Catullo)

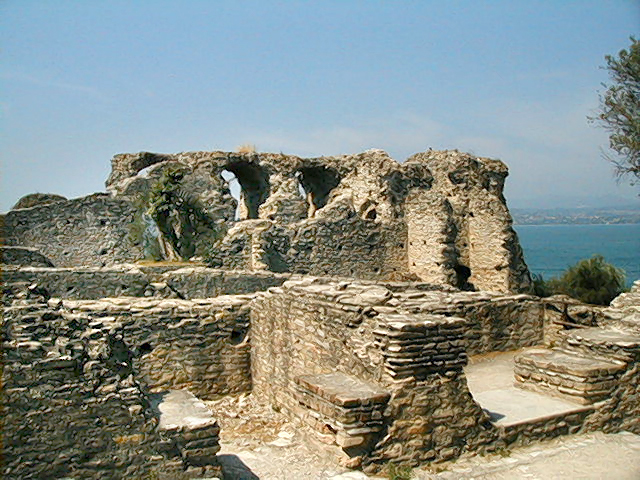
Die Grotten des Catull

Auf dem letzten der drei Hügel, unweit der Kirche San Pietro, befinden sich die Überreste einer römischen Villa, genannt „Grotten des Catull“, die eine Fläche von zwei Hektar bedecken und eine bedeutende archäologische Fundstelle Oberitaliens bilden.
Der Name der Ruinen ist irreführend, da es sich weder um Grotten noch um einen Ort handelt, an dem Catull wohnte. Der Dichter Catull (85–54 v. Chr.) lebte in Verona und besuchte den Ort von Zeit zu Zeit, um hier Ruhe und Erholung zu finden. In seinen Versen („Salve o venusta Sirmio“ – „Sei gegrüßt, du liebliches Sirmione“) besang er die Schönheit des Ortes. Tatsächlich wurde die Villa erst nach Catulls Tod (um ca. 150 n. Chr.) erbaut. Nach der teilweisen Ausgrabung wurde festgestellt, dass es sich vermutlich um ein antikes Sanatorium mit einem Thermalbad handelte. Die Villa ist vermutlich im 4. Jahrhundert eingestürzt. Die in einem kleinen Museum am Eingang der Villa ausgestellten Funde deuten darauf hin, dass die Villa einmal mit großer Pracht ausgestattet gewesen war. Von dieser Villa, die umgeben ist von Olivenhainen, ist nichts erhalten geblieben, außer den gewaltigen Stützmauern unter der eigentlichen Villa und einigen Nebengebäuden.

### Thermalbäder des Catull (Terme di Catullo)
Das Wasser von Sirmione ist reich an Schwefel, Brom und Jod und ist hyperthermisch. Es entspringt im Becken des Monte Baldo in Venetien auf 2.200 m Höhe, von wo das Wasser die Quellen von Boiola, Virgilio und Catullo mit einer Temperatur von 69 °C erreicht.
Bereits die Römer kannten und nutzten die heilende Wirkung des warmen Wassers, das auf dem Grund des Gardasees entspringt. Ende des 19. Jahrhunderts entdeckte ein Junge die römischen Bleirohre, die in 18 m Tiefe verlaufen und das Thermalbad in den Grotten des Catull mit warmem Wasser versorgten.
Im Jahre 1889 gelang es schließlich einem venezianischen Taucher, Rohre in einer Felsspalte zu verlegen, die das warme Wasser zum Festland bringen. Das Therapiezentrum „Thermalbäder des Catull“ (Terme di Catullo) konnte errichtet werden. Das Thermalwasser wird zur Linderung bestimmter Formen der Schwerhörigkeit, aber auch zur Therapie von Hautkrankheiten, Rheumatismus und Erkrankungen der Atemwege eingesetzt.

## Wirtschaft und Tourismus
Heute hat Sirmione besonders als gehobener Ferienort mit seinen zahlreichen Hotels und sonstigen Ferienunterkünften, gastronomischen Einrichtungen und Geschäften mit weit gefächertem Angebot Bedeutung erlangt. Der Ausflugstourismus, in Form von tausenden von Tagesausflüglern, hat den Ort das ganze Jahr tagsüber fest im Griff.
Mit seinen hochmodernen Kureinrichtungen verfügt Sirmione über das größte private Thermalzentrum Italiens.

## Persönlichkeiten
- Maria Callas (1923–1977) lebte mit Giovanni Battista Meneghini (1896–1981) zwischen 1950 und 1959 in Sirmione
- Catull – Die Grotte di Catullo in Sirmione hielt man lange für die Villa des Catull, sie entstanden aber wohl erst nach seinem Tod
- Kurt von Koseritz (1838–1916), anhaltischer Staatsmann und Erbauer der Villa von Koseritz (enteignet 1915), heute das Hotel Villa Cortine, auf einem der drei Hügel der Halbinsel
- Hellmut Wolff (1906–1986), deutscher Astrologe und Mystiker, wurde hier geboren